# الثورة المجيدة

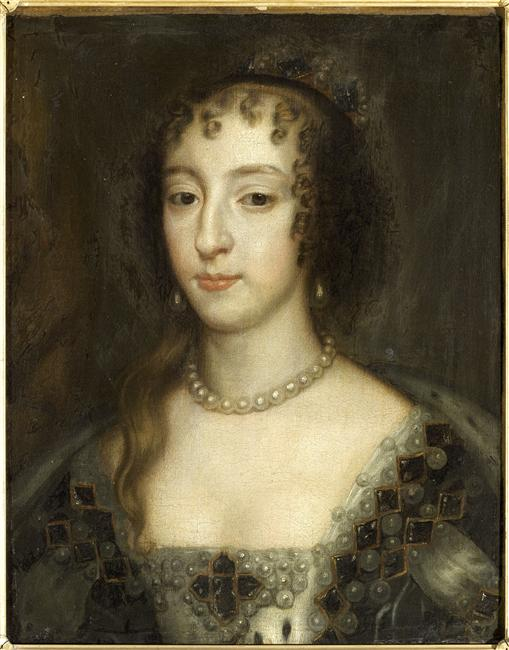
ماري الثانية ملكة إنجلترا ابنة الملك جيمس الثاني

الثورة المجيدة (بالإنجليزية: Glorious Revolution)‏، وكذلك عرفت باسم ثورة 1688) كانت ثورة عُزل إثرها الملك جيمس الثاني حاكم إنجلترا وإسكتلندا وإيرلندا في نوفمبر من عام 1688 ونُصبّت ابنته ماري الثانية وابن شقيقته الهولندي ويليام الثالث من أورانج زوج ابنته ماري. أثرت نتائج الأحداث على الممالك الثلاثة وعموم أوروبا، كانت الثورة سريعة وغير دموية نسبيًا، على الرغم من أن إنشاء النظام الجديد استغرق وقتًا أطول وأدى إلى خسائر كبيرة. استُخدم مصطلح الثورة المجيدة لأول مرة من قبل جون هامبدن في أواخر عام 1689.
أصبح جيمس ملكًا في فبراير 1685 على الرغم من كونه كاثوليكياً، وهذا بدعم واسع النطاق لأن الكثيرين كانوا يخشون أن يؤدي استبعاده إلى تكرار حروب الممالك الثلاث في الفترة ما بين عامي 1638-1651. كان ينظر إلى دينه باعتباره مشكلة قصيرة الأمد، لأن ابنته البروتستانتية ماري كانت وريثته المفترضة، وكان عمره 52 عامًا، ولم ينجب أي أطفال بعد 11 عامًا من زواجه الثاني. لكن ولادة ابنه جيمس فرانسيس إدوارد، في 10 يونيو 1688 غيرت هذا من خلال رفع احتمال وجود سلالة كاثوليكية.
أوقف جيمس البرلمانين الإسكتلنديين والإنجليز عن العمل حين رفضوا إلغاء «مرسوم الاختبار» المعادي للكاثوليكية والجهود المبذولة للحكم دونهم، تسبب ذلك في عدم الاستقرار الذي كان مؤيدوه يخشون حدوثه. كانت قاعدة دعمه الأساسية في إنجلترا هي أعضاء حزب المحافظين من كنيسة إنجلترا، الذين ظلوا مخلصين حتى بدا أن إجراءات مثل محاكمة الأساقفة الأنجليكانيين السبعة تتجاوز التسامح وتتجه نحو الاعتداء على الكنيسة. أدت تبرئتهم في 30 يونيو 1688 إلى أعمال شغب واسعة النطاق ضد الكاثوليك في عموم أنحاء إنجلترا وإسكتلندا، مما قوض سلطة جيمس السياسية.
كان ويليام الحاكم الفعلي للجمهورية الهولندية بصفته ستاتهاودر «حاكم عام»، عقد تحالفاً بعد العام 1678 للدفاع عن هولندا ضد التوسع الفرنسي، ولكنه أصبح عرضة للتهديد من قبل التحالف الأنجلو فرنسي. فقاد ويليام أسطولًا مؤلفاً من 463 سفينة و14000 رجلًا، بدعم سياسي من الحلفاء في إنجلترا وإسكتلندا وأوروبا، رسا هذا الأسطول في تورباي في 5 نوفمبر. ومع تقدمه في لندن، انخفض عدد جنود الجيش الملكي القوي من 30 ألف إلى 4 ألاف بسبب حالات الفرار؛ حينها أمر جيمس بحل هذه البقايا ونفيهم في ديسمبر. ثم انعقدت جلسة للبرلمان في أبريل 1689، نُصّب خلالها ويليام وماري كملكين مشتركين لإنجلترا؛ وتم التوصل إلى تسوية إسكتلندية منفصلة ولكن مشابهة في يونيو.
أعقبت هذه الثورة حركات تمرد مؤيدة لستيوارت «جيمس الثاني» في إسكتلندا وإيرلندا، فيما استمرت حركة اليعاقبة إلى أواخر القرن الثامن عشر. مع ذلك فقد أنتهى قرن من النزاع السياسي بالتأكيد على أولوية البرلمان على التاج، وهو مبدأ أسس في قانون الحقوق لعام 1689. بينما ظلت القيود المفروضة على الكاثوليك الواردة في مرسوم الاختبار الإنجليزي والإسكتلندي لعام 1678 و1681 سارية حتى عام 1828؛ فيما لم يُلغى الحظر الديني على اختيار الملك لزوجته حتى عام 2015، لكن القيود المفروضة على الملك البريطاني لا تزال سارية حتى اليوم.

## الخلفية
على الرغم من ديانة جيمس الكاثوليكية فقد بدا أن منصبه كملك مضموناً، كما يتضح من الهزيمة السريعة لثورات أرغايل ومونماوث؛ بعد أقل من أربع سنوات، أجبر جيمس على الذهاب إلى المنفى. غالبًا ما يصور المؤرخون الحديثون على أنه حدث إنجليزي حصريًا، فقد كان نتيجة لأحداث وقعت في الممالك الثلاث. ويقترحون أيضًا أن العداء لجيمس كان بشكل جزئي بسبب تشارلز الثاني، الذي كان يُنظر إلى سياساته على أنها موالية لفرنسا وموالية للكاثوليكية بالإضافة لحكمه المطلق.

### السياق: إنجلترا وإسكتلندا وإيرلندا

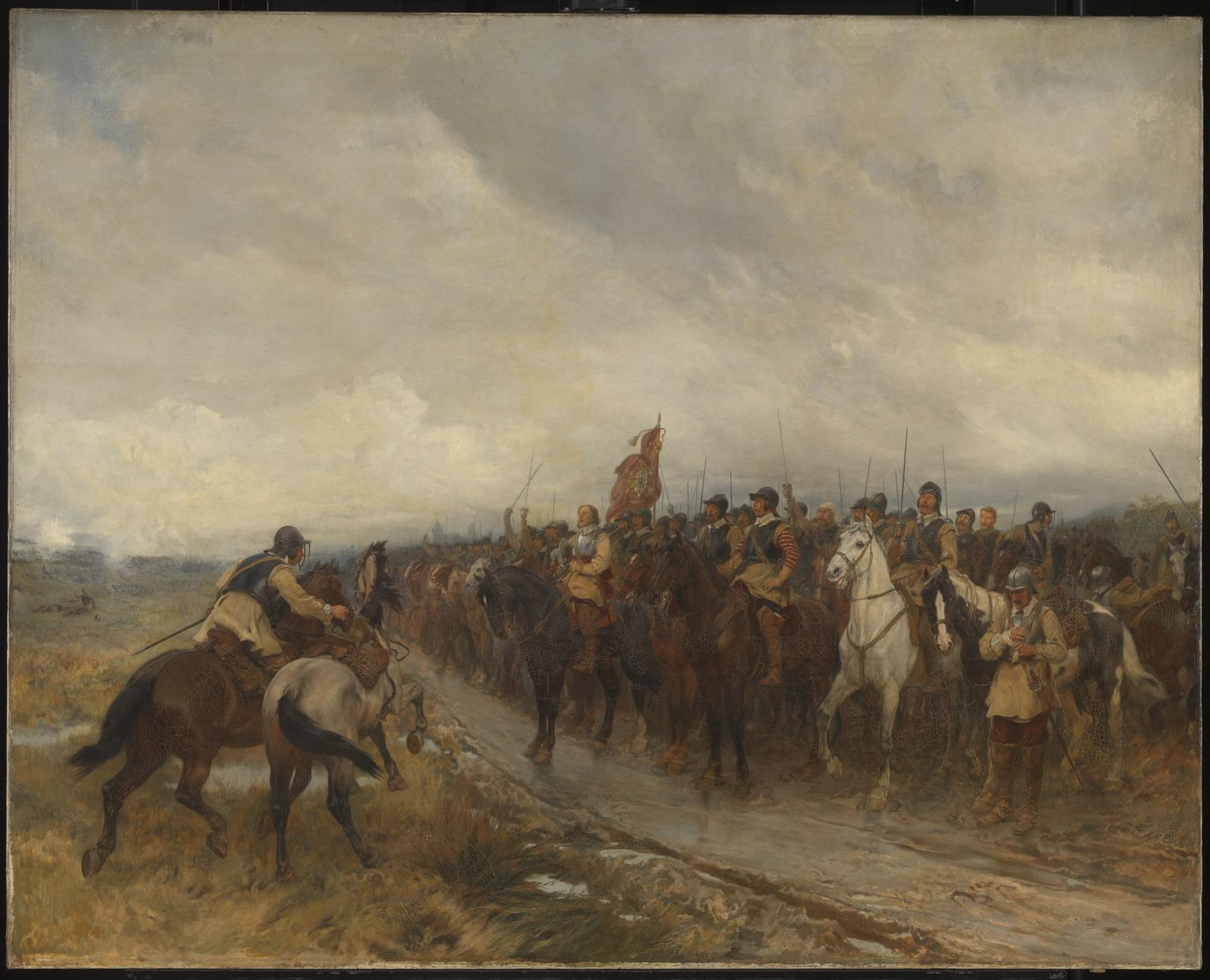
من حروب اسكتلندا

قبل حروب الممالك الثلاث في الفترة ما بين عامي 1638 و1651، كانت الغالبية العظمى من الإنجليز تؤيد الملكية وتنتمي إلى كنيسة إنجلترا، حتى لو كانوا يختلفون مع جوانب العقيدة. في عام 1649 أُعدم تشارلز الأول واستبدل النظام الملكي بالكومنولث، وهي جمهورية يسيطر عليها المستقلون الدينيون مثل أوليفر كرومويل، الذي عارض أي دين تفرضه الدولة. ولكن بعد استرداد الكنيسة في عام 1660، فرض قانون التوحيد عام 1662 قدرًا أكبر من التماثل الديني وطرد أكثر من ألفي رجل دين منشق. أكد الراديكاليون مثل ألغيرنون سيدني وهنري نيفيل أن الأفكار الجمهورية احتفظت برؤية لا تتناسب مع أعدادهم وزادت المخاوف من الاضطراب.
قسمت أزمة الاستبعاد في الفترة 1679-1681 الطبقة السياسية الإنجليزية على نطاق واسع إلى أولئك الذين أرادوا «استبعاد» جيمس من العرش «حزب الأحرار»، وخصومهم «حزب المحافظين». خشي العديد من حزب الأحرار عواقب تجاوز جيمس، بينما كان دعم حزب المحافظين مشروطًا بالحفاظ على أولوية كنيسة إنجلترا. رأى كلا الطرفين أن المسألة قصيرة الأمد. إذ بقي زواجه الثاني بلا أطفال، وكان الورثة هم: ابنتاه البروتستانتيتان ماري وآن.
كانت هذه الفروق غائبة إلى حد كبير في إسكتلندا حيث كانت قاعدة دعمه أوسع. في عام 1681 أصدر برلمان إسكتلندا قانون الخلافة، الذي أكد على واجب الجميع في دعم الوريث الطبيعي «بغض النظر عن دينه». نص هذا القانون بشكل صريح على هدف وحيد وهو «جعل استبعاد جيمس من العرش الإنجليزي مستحيلًا دون ... العواقب الوخيمة التي تتمثل بالحرب الأهلية».
كان أكثر من 95٪ من الإسكتلنديين ينتمون إلى كنيسة إسكتلندا أو كنيسة كيرك وبصرف النظر عن فترة 1653-1660، حُظرت الطوائف البروتستانتية الأخرى مثل الأبرشانة. «الأسقفية» و«المشيخية» تعني الآن اختلافات في العقيدة، ولكن في القرن السابع عشر كانت تتعلق بالبنية. «الأسقفية» والتي تعني حكم الأساقفة الذين عادةً ما يعينهم الملك، في حين أن المشيخية تعني الحكم من قبل الشيوخ الذين ترشحهم الأبرشيات. يتعلق النزاع بممارسة السلطة ولكن العقيدة ظلت متشابهة إلى حد كبير، بغض النظر عن التغييرات في الحكم. على عكس كنيسة إنجلترا، كان مذهب كنيسة كيرك كالفينياً؛ حتى أساقفتها نظروا إلى العديد من الممارسات الإنجليزية ككاثوليكية في الأساس.
كان جيمس يحظى بشعبية أكبر في إيرلندا لكونه كاثوليكياً، ولكن الدين كان مجرد مشكلة واحدة. كانت المنتمون لكنيسة إيرلندا أقلية، وطبقت قوانين العقوبات بشكل فضفاض. وقد كان مصدر القلق الأكبر هو نسبة الأراضي الإيرلندية التي يمتلكها الكاثوليك، والتي انخفضت من 90٪ في عام 1600 إلى 22٪ بحلول العام 1685. وقد استفاد عدد قليل من ملاك الأرض الكبار فقط من تسوية 1662، وكان من بين المستفيدين جيمس ونائبه لورد تيركونيل. اعترض التجار الكاثوليك والبروتستانت على حد سواء على إعادة فرض القيود التجارية، التي منعتهم من التجارة مباشرة مع أمريكا الشمالية وفرض تعريفة على الصادرات الإيرلندية.
زعزعت هذه القضايا وتجاوبه معها الاستقرار تدريجيًا في كل من ممالك جيمس. أيده الكثيرون عام 1685 خوفًا من الحرب الأهلية في حال تم تجاوزه، ولكن بحلول عام 1688 بدا أن عزله هو الطريقة الوحيدة لمنع الحرب الأهلية.
استمدت عائلة ستيوارت أيدولوجيتها السياسية من جيمس السادس والأول، الذي خلق عام 1603 رؤية لدولة مركزية يديرها ملك يستمد سلطته من الإله بينما تتمثل وظيفة البرلمان بالانصياع فقط. أدت النزاعات حول العلاقة بين الملك والبرلمان إلى حرب الممالك الثلاث واستمرت بعد عصر الاسترداد 1660. لجأ تشارلز الثاني للاعتماد على الامتياز الملكي لأن التدابير المنفذة من خلاله يمكن التراجع عنها عندما يقرر ذلك وحده دونًا عن البرلمان. بيد أن الامتياز لا يمكن استخدامه في التشريعات أو الضرائب الرئيسية.
أدى القلق إزاء نية جيمس بإنشاء نظام ملكي مطلق إلى أزمة الاستبعاد بين عامي 1679 و1681 التي قسمت الطبقة السياسية الإنجليزية إلى أولئك الذين أيدوا «استبعاده» عن العرش، ومعظمهم من حزب الأحرار البريطاني (الويغز)، ومعارضيهم  الذين كان معظمهم من حزب المحافظين (التوري). ومع ذلك، في عام 1685، كان العديد من الويغز يخشون من عواقب تجاهل «الوريث الطبيعي»، في حين أن المحافظين غالبًا ما كانوا مناهضين بشدة للكاثوليكية وكان دعمهم يفترض السيادة المستمرة لكنيسة إنجلترا. والأهم من ذلك كله أن المسألة اعتُبرت قصيرة الأجل؛ إذ كان جيمس يبلغ من العمر 52 عامًا، ولم يحظى بأطفال بعد 11 عامًا من  زواجه من ماري من مودينا ، وكانت ابنتاه البروتستانتيتين ماري وآن هما الوريثتين.
تعاطفت اسكتلندا أكثر مع فكرة «وريث من عائلة ستيوارت»، وقد أكد قانون الخلافة لعام 1681 واجب الجميع في دعمه «بصرف النظر عن الدين». خلافًا لإنجلترا، أكثر من 95%من الاسكتلنديين ينتمون إلى كنيسة اسكتلندا، الكيرك؛ وحتى أن الطوائف البروتستانتية الأخرى قد حُظرت، وبحلول عام 1680 أضحى الكاثوليكيون أقلية صغيرة محصورة في أجزاء من الطبقة الأرستقراطية والمرتفعات النائية. استعادت الأسقفية السيطرة على الكيرك في عام 1660، ما أدى إلى سلسلة من الانتفاضات المشيخية، بيد أن الصراعات الدينية المريرة في فترة الحرب الأهلية عنت أن الأغلبية تفضل الاستقرار.
في إنجلترا واسكتلندا، أراد معظم الذين دعموا جيمس عام 1685 الاحتفاظ بالترتيبات السياسية والدينية القائمة، لكن الحال لم يكن مشابهًا في أيرلندا. رغم ضمان دعمه من الأغلبية الكاثوليكية، حظي جيمس أيضًا بالشعبية بين البروتستانت الأيرلنديين. كانت كنيسة أيرلندا تعتمد على التاج لبقائها، في حين هيمنت الكنيسة المشيخية المؤيدة لسياساته الداعية للتسامح على محافظة أولستر. ولكن الدين لم يكن سوى عامل واحد؛ وما أثار القلق ذاته لدى الكاثوليكيين تلك القوانين التي تمنعهم من العمل في الجيش أو شغل مناصب عامة وإصلاح الأراضي. في عام 1600, كانت 90% من الأراضي الأيرلندية مملوكة من قبل الكاثوليك ولكن بعد سلسلة مصادرات خلال القرن السابع عشر، انخفضت النسبة إلى 22% في عام 1685. واعترض التجار الكاثوليك والبروتستانت في دبلن وغيرها على القيود التجارية التي تضعف موقفهم أمام منافسيهم الإنكليز.

### الخلفية السياسية في إنكلترا
في حين كان أنصار جيمس ينظرون إلى الخلافة الوراثية باعتبارها أهم من كاثوليكيته الشخصية، فإنهم عارضوا امتدادها إلى الحياة العامة؛ منذ البداية، قاد الأنجليكانيون المتدينون المعارضة لسياساته الدينية. وفي عصر كان ينظر فيه إلى القسم باليمين على أنه أمر أساسي لمجتمع مستقر، أدّى اليمين على التمسك بسيادة كنيسة إنجلترا، وهو التزام اعتبره الكثيرون متعارضًا مع «التسامح». وبمطالبته البرلمان بالموافقة على هذه التدابير، لم ينكث جيمس بوعده فحسب، بل كان يطلب من الآخرين أن يحذوا حذوه. وقد رفضوا الامتثال رغم أنهم «أكثر البرلمانات ولاءً لعائلة ستيوارت على الإطلاق».
على الرغم من أن المؤرخين يتفقون بشكل عام أن جيمس رغب في تعزيز الكاثوليكية، وليس تأسيس ملكية مطلقة، إلا أن رد فعله العنيد وغير المرن للمعارضة قد قاد لنفس النتيجة. وعندما رفض البرلمانان الإنكليزي والإسكتلندي إلغاء مرسوم الاختبار 1678 و1681، علقهما في نوفمبر 1685 ثم حكم بقوة المراسيم. وكانت محاولات تشكيل «حزب الملك» للكاثوليك والمنشقين الإنجليز والمنشقين الاسكتلنديين قصيرة النظر سياسيًا، إذ أنها كافأت أولئك الذين انضموا إلى تمرد 1685 وقوضت أنصاره.
جاءت المطالبة بالتسامح مع الكاثوليك أيضًا في توقيت سيئ. في أكتوبر 1685 أصدر لويس الرابع عشر ملك فرنسا مرسوم فونتينبلو بإلغاء مرسوم نانت (1598) الذي منح البروتستانت الفرنسيين الحق في ممارسة شعائرهم الدينية؛ وعلى مدى السنوات الأربع التالية، ذهب ما يقدر بنحو 200 إلى 400 ألف إلى المنفى، واستقر 40 ألف منهم في لندن. أراد نائب اللورد، إيرل تيركونيل، إنشاء مؤسسة كاثوليكية قادرة على البقاء بعد وفاة جيمس، ما يعني استبدال المسؤولين البروتستانت بوتيرة مُزعزِعة للاستقرار.

### الخط الزمني للأحداث: منذ 1686 حتى 1688
إن غالبية الذين دعموا جيمس عام 1685 فعلوا ذلك لأنهم أرادوا الاستقرار وسيادة القانون، وكثيرًا ما قوضت أفعاله تلك الميزتين. وبعد تعليق البرلمان في نوفمبر 1685، سعى إلى الحكم بقوة المراسيم؛ وعلى الرغم من أن هذا المبدأ لم يكن موضع خلاف، كان توسيع نطاقه ما أثار قلقًا كبيرًا، لا سيما عندما عُزل القضاة الذين لم يوافقوا على تنفيذه. عُزل كثيرون بسبب تهجمات مزعومة على الكنيسة المؤسسة؛  أُوقف هنري كومبتون، أسقف لندن، بسبب رفضه منع جون شارب من الوعظ بعد أن ألقى خطبة مناهضة للكاثوليكية.
وكثيرًا ما زاد الأمور سوءًا بارتكابه حماقات سياسية؛ وما أثار الغضب بوجه عام أن اللجنة الكنسية لعام 1686 التي أنشئت لتأديب كنيسة إنكلترا ضمت شخصيات كاثوليكية مشبوهة مثل إيرل هنتنغدون. في أبريل 1687، أمر كلية المجدلية، أكسفورد بانتخاب متعاطف كاثوليكي يدعى أنتوني فارمر رئيسًا للجامعة، ولكن نظرًا لعدم أهليته بموجب النظام الأساسي للكلية، انتخب الزملاء جون هوف بدلًا من ذلك. انسحب كل من فارمر وهوف لصالح مرشح آخر اختاره جيمس، والذي كان قد طالب زميليه بالاعتذار شخصيًا جاثيين على ركبتيهما بسبب «تحديه»؛ وعندما رفضوا استُعيض عنهم بالكاثوليك.
لم يكن من المرجح أبدًا أن تنجح المحاولات الرامية إلى إنشاء «حزب الملك» البديل لأن الكاثوليك الإنجليز مثلوا فقط 1,1% من السكان و4,4% من الرافضيين. انقسمت كلتا المجموعتين؛ وبما أن العبادة الخاصة مسموح بها عمومًا، فإن المعتدلين الكاثوليك كانوا يخشون أن تؤدي زيادة ظهورهم إلى ردود فعل عكسية. وبين الرافضيين، أيد الكويكرز والأبرشانيون إلغاء مرسوم الاختبار، وأرادت الأغلبية تعديل قانون التوحيد لعام 1662 والسماح لهم بالعودة إلى كنيسة إنجلترا. عندما تكفل جيمس بانتخاب المشيخي السير جون شورتر ليكون عمدة لندن في عام 1687، أصر على امتثاله لمرسوم الاختبار بسبب بادرة منه قد أهانت الحكومة وحسب التقارير قد «سحبت الثقة من تحيز الملك ... وشجعت على إبطال كافة المساعي التي بذلها صاحب الجلالة».
ولضمان امتثال البرلمان، طلب جيمس أن يوافق اللورد الملازم المحلي على أعضاء البرلمان المحتملين؛ وتطلبت الأهلية لكلا المنصبين تقديم إجابات خطية إيجابية على «الأسئلة الثلاثة»، ويتمثل أحدها في الالتزام بإلغاء مرسوم الاختبار. بالإضافة لذلك، جرى تطهير الحكومة المحلية والمؤسسات البلدية لإنشاء آلة انتخابية مذعنة، ما زاد من نفور طبقة نبلاء المقاطعة الذين شكلوا الأغلبية الداعمة لجيمس في عام 1685.  صدرت في 24 أغسطس 1688 أوامر بإجراء انتخابات عامة.
أثار توسع المؤسسة العسكرية قلقًا كبيرًا، بالأخص في إنجلترا واسكتلندا، إذ تركت ذكريات الحرب الأهلية مقاومة ضخمة للجيوش الدائمة. وفي أيرلندا، استبدل تالبوت الضباط البروتستانت بالكاثوليك؛ ولقد فعل جيمس الأمر ذاته في إنجلترا، في حين بدت مركزة القوات في هونسلو كمحاولة متعمدة لإفشال البرلمان. وفي أبريل 34، أمر بتلاوة إعلان التسامح الديني خاصته في جميع الكنائس؛ وعندما رفض رئيس أساقفة كانتربري وستة أساقفة آخرين، وجهت إليهم تهمة تحريض الفتنة وحُبسوا في برج لندن. حدثان فقط حولا اختلاف الرأي إلى أزمة؛ ولادة جيمس فرانسيس إدوارد ستيوارت في 10 يونيو ولّدت احتمال وجود أسرة كاثوليكية، في حين أن تبرئة الأساقفة السبعة في 30 يونيو دمرت سلطة جيمس السياسية.

## إعلان الحقوق
كان من أهم ما تضمّنه إعلان الحقوق (قانون الحقوق الإنجليزي) بالإضافة إلى ذلك:
- حقِّ الملك في التاج مستمد من الشعب الممثل في البرلمان، وليس من الله.
- ليس للملك إلغاء القوانين أو وقف تنفيذها أو إصدار قوانين جديدة، إلا بموافقة البرلمان.
- لا تُفرض ضرائب جديدة، ولا يُشكّل جيش جديد إلا بموافقة البرلمان.
- حرية الرأي والتعبير في البرلمان مكفولة ومُصانة.

## أثر الثورة
كان لهذه الثورة أثر كبير في الحياة في إنجلترا، حيث أنها قضت نظرياً وعملياً على فكرة حقّ الملوك الإلهي، كما أصبح البرلمان هو صاحب الكلمة العليا في شؤون الحكم، كما كان لها أثر كبير خارج إنجلترا، حيث تطلّعت الشعوب في أوروبا إلى تحقيق نظام الحكم البرلماني كما شاهدوه في النموذج الإنجليزي. الثورة الإنجليزية في عام 1688 نتج عنها سيادة البرلمان على التاج وفوق كل شيء حق التطور.